# Wygiełzów (województwo świętokrzyskie)
Wygiełzów – wieś w Polsce położona w województwie świętokrzyskim, w powiecie opatowskim, w gminie Iwaniska.
W latach 1975–1998 miejscowość należała administracyjnie do województwa tarnobrzeskiego.
| SIMC    | Nazwa             | Rodzaj    |
| ------- | ----------------- | --------- |
| 0794365 | Góra Wygiełzowska | część wsi |
| 0794371 | Zagrody           | część wsi |

## Położenie
Wieś znajduje się na południowo-wschodnim krańcu Gór Świętokrzykich. Położona jest na wzniesieniu wchodzącym w skład Pasma Wygiełzowskiego. Przez miejscowość przebiega droga wojewódzka nr 757 z Opatowa do Stopnicy.

## Historia
Wieś lokowana jest w wieku XVI. Wieś leżąca w powiecie sandomierskim województwa sandomierskiego wchodziła w XVII wieku w skład kompleksu iwaniskiego dóbr Zbigniewa Ossolińskiego. 
W 1629 roku właścicielem wsi położonej w powiecie sandomierskim województwa sandomierskiego był Krzysztof  Ossoliński.
W wieku XIX miejscowość opisywana jest jako : Wygiełzów – wieś w powiecie opatowskim w gminie Malkowice, par. Iwaniska, odległość od Opatowa 17 wiorst, ma 15 domów, 81 mieszkańców, 168 mórg włościańskich i 23 morgi ziemi dworskiej. 
Należała dawniej do folwarku Łopacionka. 
W roku 1827 było tam 7 domów, 53 mieszkańców. 
Według registru poborowego powiatu sandomierskiego z r. 1578 wieś Wygiełzów, w par. Gryzikamień, miała 5 osad, 11/2 łanu, 3 zagrodników, 1 komornika (Pawiński, Małop., 178).